# Tim Wheeler
Tim Wheeler (Downpatrick, 4 gennaio 1977) è un cantante e chitarrista britannico.
È componente fondatore della band indie/alternative rock Ash. Formò la band inizialmente con Mark Hamilton e il loro primo nome era Vietnam.
Compone da solista l'album Lost Domain, pubblicato da Sony Red il 3 novembre 2014, in seguito alla morte del padre per morbo di Alzheimer: una raccolta di riflessioni emotive e riepiloghi sul declino della malattia paterna.

## Discografia
Insieme agli Ash:
- 1994 - Trailer
- 1996 - 1977
- 1997 - Live At The Wireless
- 1998 - Nu-Clear Sounds
- 2001 - Free All Angels
- 2005 - Meltdown
- 2007 - Twilight Of The innocents
- 2010 - A-Z: Vol. 1 & 2
- 2015 - Kablammo!
- 2018 - Islands
- 2023 - Race the Night

Da solista:
- 2014 - Lost Domain

Altri album e collaborazioni:
- 2011 - This is Cristmas feat. Emmy The Great